# Suhum
Suhum ist ein Ort in der Eastern Region im westafrikanischen Staat Ghana.

## Bevölkerung
Bei der letzten Volkszählung des Landes vom 26. März 2000 lebten 31.044 Einwohner in der Stadt. Hochrechnungen zum 1. Januar 2007 schätzen die Bevölkerung auf 36.650 Einwohner. Noch bei der Volkszählung des Jahres 1984 wurden 19.298 Einwohner aufgeführt. Noch im Jahr 1970 lag die Bevölkerungszahl lediglich bei 12.421 Einwohnern.
Aktuell liegt die Stadt an der 40. Stelle der Liste der größten Städte in Ghana.